# Montevarchi Calcio Aquila 1902 1984-1985
Questa voce raccoglie le informazioni riguardanti  il Montevarchi Calcio Aquila 1902 nelle competizioni ufficiali della stagione 1984-1985.

## Rosa
| N. |                   | Ruolo | Calciatore        |
| -- | ----------------- | ----- | ----------------- |
|    | Italia (bandiera) | P     | Luciano Bartolini |
|    | Italia (bandiera) | A     | Andrea Bertini    |
|    | Italia (bandiera) | D     | Sergio Bettiol    |
|    | Italia (bandiera) | C     | Michele Biagianti |
|    | Italia (bandiera) | D     | Vinicio Brilli    |
|    | Italia (bandiera) | D     | Mauro Capoduri    |
|    | Italia (bandiera) | A     | Tiziano Casucci   |
|    | Italia (bandiera) | C     | Silvio Dati       |
|    | Italia (bandiera) | P     | Gabriele Di Lupo  |
|    | Italia (bandiera) | C     | Piero Donatini    |
|    | Italia (bandiera) | A     | Giorgio Garozzo   |

| N. |                   | Ruolo | Calciatore           |
| -- | ----------------- | ----- | -------------------- |
|    | Italia (bandiera) | D     | Pierluigi Lombardi   |
|    | Italia (bandiera) | C     | Roberto Malotti      |
|    | Italia (bandiera) | C     | Luigi Masini         |
|    | Italia (bandiera) | C     | Giuliano Niccolai    |
|    | Italia (bandiera) | A     | Massimo Palano       |
|    | Italia (bandiera) | C     | Marco Panella        |
|    | Italia (bandiera) | D     | Fabrizio Renzoni     |
|    | Italia (bandiera) | D     | Francesco Stanzione  |
|    | Italia (bandiera) | A     | Tonino Stilo         |
|    | Italia (bandiera) | C     | Raffaello Vernacchia |
|    | Italia (bandiera) | C     | Gabriele Zottoli     |